# Coumba Ceesay-Marenah
Coumba Ceesay-Marenah, auch Kumba Ceesay-Marenah,  ist eine gambische Politikerin.

## Leben
Coumba Ceesay-Marenah erwarb an der University of Reading (Großbritannien) einen Masters Degree für ländliche Sozialentwicklung (Rural Social Development).
Sie begann 1970 im gambischen Staatsdienst zu arbeiten. 1976 wechselte sie in die Behörde für Stadtentwicklung (Government Department of Community Development) und startete ein Programm für Frauenfragen, das sie auch führte. Ins Büro für Frauenfragen (National Women’s Bureau) wechselte sie 1984. Von 1987 an war sie stellvertretende Vorsitzende des Büros, nachdem sie zuvor Pressesprecherin gewesen war.
1995 wurde sie von der Militärjunta Armed Forces Provisional Ruling Council (AFPRC) zur Ministerin für Gesundheit und Familie (Secretary of State for Health, Social Welfare and Women’s Affairs) ernannt. Nachdem sie nicht mehr mit der Militärregierung zusammenarbeiten konnte, wurde sie aus dem Amt entlassen. Nachfolgerin als Ministerin wurde Nyimasata Sanneh-Bojang.
Sie verließ das Land und arbeitete von nun für das Entwicklungsprogramm der Vereinten Nationen (United Nations Development Programme, UNDP) unter anderem auf den Malediven, im Südsudan und in Äthiopien.
Außerdem war sie 1987 Gründungsmitglied der Organisation FEMNET, bei der sie bis 1998 Vize-Präsidentin war und engagierte sich in der Rechtshilfeorganisation Results.2017 übernahm sie bei der Global Prosperity and Peace Initiative (GPPI) die Leitung für die Region Afrika.
Coumba Ceesay-Marenah ist verheiratet und hat drei leibliche und drei adoptierte Kinder.